# Bank Houses
Bank Houses – osada w Anglii, w hrabstwie Lancashire, w dystrykcie Lancaster. Leży 70 km na północny zachód od miasta Manchester i 330 km na północny zachód od Londynu.